# 263 (numero)
Duecentosessantatré (263) è il numero naturale dopo il 262 e prima del 264.

## Proprietà matematiche
- È un numero dispari.
- È un numero difettivo.
- È un numero primo, ovvero i suoi unici divisori sono 1 e 263 stesso.
  - È un numero primo sicuro.
  - È un numero primo di Eisenstein.
- È un numero strettamente non palindromo.
- È parte della terna pitagorica (263, 34584, 34585).
- È un numero felice.
- È un numero congruente.

## Astronomia
- 263P/Gibbs è una cometa periodica del sistema solare.
- 263 Dresda è un asteroide della fascia principale del sistema solare.

## Astronautica
- Cosmos 263 è un satellite artificiale russo.